# Matisia soegengii
Matisia soegengii är en malvaväxtart som beskrevs av Cuatrecasas. Matisia soegengii ingår i släktet Matisia och familjen malvaväxter. Inga underarter finns listade i Catalogue of Life.